# Lotusbloem (stripverhaal)
Lotusbloem (Frans: Poupée d'ivoire) is een stripserie van de Belgische striptekenaar en schrijver Franz Drappier. In 1988 werd het eerste deel van de serie in het Nederlandse taalgebied uitgebracht. In totaal zijn er 9 delen in de serie verschenen. 

## Verhaal
De verhalen spelen zich af tijdens de Tang-dynastie in de tijd van de Chinese middeleeuwen. Hoofdfiguur is Yu Lien, een meisje van 17 jaar die verkocht wordt aan het 'huis van bloemen en wilgen' (huis voor prostituees). Als zij de kans krijgt probeert zij te vluchten. Dat doet zij in gezelschap van Timok, een barbaar van een stam die afkomstig is uit de omgeving waar nu Afghanistan en Pakistan liggen. De stripreeks Lotusbloem is geïnspireerd door de verhalen van Rechter Tie uit de boeken van Robert van Gulik.

## Relatie met de stripreeks Jugurtha
Lotusbloem is in zekere zin de voortzetting van de reeks Jugurtha die tekenaar Franz samen met schrijver Vernal creëerde. In 1986 werd deze reeks op een laag pitje gezet. Vergeleken met Jugurtha is het geweld in Lotusbloem nog expliciter in beeld gebracht. Alsof tekenaar Franz wil laten zien wat hij allemaal durft te doen in een strip.   Het karakter van Timok in de eerste delen, is niet bijster sympathiek. Hij offert al zijn mannen om Yu Lien in handen te krijgen. Yu Lien daarentegen heeft veel weg van Vania, de vrouwelijke hoofdrolspeelster uit Jugurtha. 
Zowel Vania als Yu Lien zijn krachtige vrouwelijke figuren in hun respectieve verhalen. Ze vertonen vastberadenheid en veerkracht, wat hen in staat stelt om verschillende uitdagingen en moeilijkheden te overwinnen. Beide vrouwen tonen heldhaftigheid en moed in de confrontatie met gevaarlijke situaties, wat hen tot sympathieke en herkenbare helden maakt voor de lezers. Bovendien vinden beide stripreeksen plaats in een historische setting, waar Jugurtha - met name in de eerste delen - zich afspeelt in het oude Romeinse tijdperk, terwijl Lotusbloem haar avonturen beleeft in het Chinese rijk en  zich richt op thema's die verband houden met de Chinese cultuur en geschiedenis.
Zowel Vania als Yu Lien zijn de partner en geliefde van de ander hoofdrolspelers Jugurtha en Timok.  Hun relaties spelen een cruciale rol in de verhalen.

## Albums
Alle albums zijn getekend en geschreven door Franz Drappier en in Nederland uitgegeven door Arboris.
Tijdens het schrijven en tekenen van het laatste deel overleed Franz. Het album is afgemaakt door François Corteggiani (scenario) met tekeningen van Michel Faure. 
| Nummer | Titel                  | Jaar |
| ------ | ---------------------- | ---- |
| 1      | Nacht vol geweld       | 1988 |
| 2      | De bronzen klauw       | 1989 |
| 3      | De vergeten koningin   | 1990 |
| 4      | De scytische graftombe | 1993 |
| 5      | De apenkoning          | 1995 |
| 6      | De rechter             | 1998 |
| 7      | De lynxenhoedster      | 2000 |
| 8      | Het roedel             | 2002 |
| 9      | Timok Khan             | 2006 |